# Shelley, Idaho
Shelley är en ort i Bingham County i Idaho. Orten har fått namn efter bosättaren John F. Shelley. Vid 2010 års folkräkning hade Shelley 4 409 invånare.